# Léon Louis Rolland

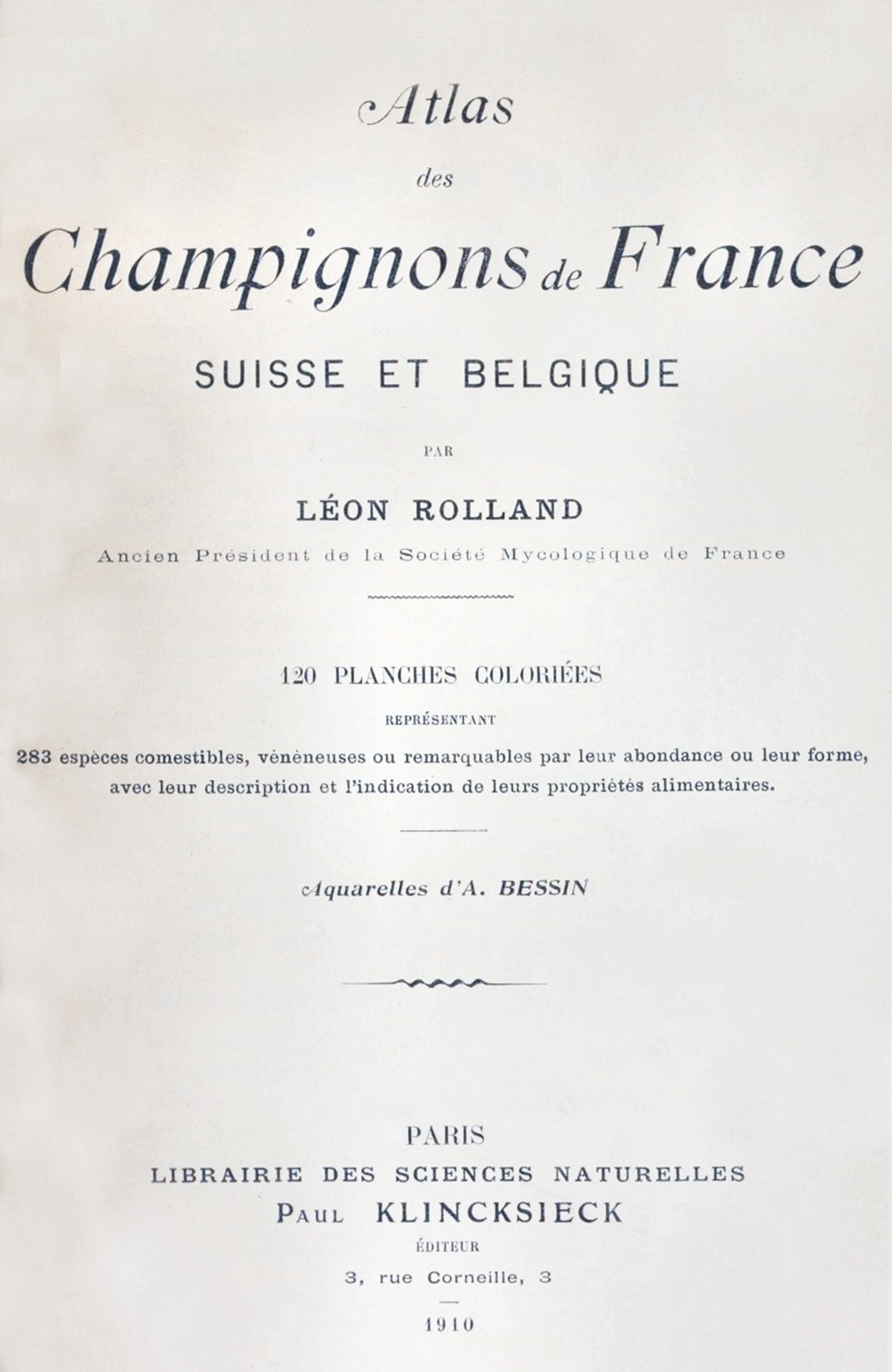
Strona tytułowa Atlasu grzybów Francji, Szwajcarii i Belgii

Léon Louis Rolland (ur. 10 grudnia 1841 w Saint-Aubin-de-Luigné, zm. 11 czerwca 1912 w Neuilly-sur-Seine) – francuski mykolog.
Jego ojciec był inżynierem i dyrektorem kopalni węgla. Rolland uczył się w liceum w Angers, potem w Meaux, a następnie w słynnym Collège-lycée Jacques-Decour w Paryżu. Lata 1866–1879 spędził w Hawrze. W tym okresie zainteresował się matematyką do tego stopnia, że ucierpiało na tym jego zdrowie. Zmuszony był się poddać i zrobić sobie przerwę w uprawianiu nauki. Po śmierci ojca poznał tam farmaceutę, który studiował grzyby na podstawie książki Krombholza. Zachwycił się mykologią, a kiedy książka Krombholza okazała się niewystarczająca, zapoznał się z mykologiem Gilletem, który stał się jego bliskim znajomym. W 1879 r. przeprowadził się z matką do Paryża, a po jej śmierci przeniósł się do Neuilly-sur-Seine, gdzie mieszkał sam aż do swojej śmierci.
W Paryżu zaprzyjaźnił się z farmakologiem i mykologiem Boudierem, który później napisał jego nekrolog w „Société mycologique de France”. Rolland był entuzjastycznym członkiem tego czasopisma, nigdy nie przegapił konferencji i opublikował wiele artykułów w tym biuletynie, a przez pewien czas był jego prezesem. Był w stanie żyć ze swoich inwestycji i odbywał podróże mykologiczne we Francji i za granicą. Zbierał okazy grzybów m.in. w Chamonix, Maroku, Algierii i na Balearach, m.in. w dolinie miasta Sóller. Korespondował ze zbieraczem i współzałożycielem towarzystwa Lyon Linnaean, Philibertem Rielem, na temat okazów z okolic Chamonix. Rolland przyczynił się do powstania Revue Mycologique w Lyonie.

## Praca naukowa
Jego głównym dziełem był „Atlas des champignons de France, Suisse et Belgique” („Atlas grzybów Francji, Szwajcarii i Belgii”), który obejmował 283 gatunki. Wydano go w latach 1906–1910 w 15 częściach, a w 1910 r. w dwóch tomach. Zawierał 120 chromolitograficznych płytek akwarelowych wykonanych przez ilustratora A. Bessina. Za tę pracę w 1911 r. Rolland otrzymał dyplom honorowy na „Universal Exhibition of Turin”.
Opisał nowe taksony grzybów. W ich naukowych nazwach dodawane jest jego nazwisko Rolland.

## Wybrane publikacje
Oprócz książki Atlas grzybów Francji, Szwajcarii i Belgii pisał artykuły w czasopiśmie „Société mycologique de France”:
- Essai d’un calendrier des champignons comestibles des environs de Paris, Bulletin 1887, vol. III, s. 73, dalsza kontynuacja w vol. V, VI, VII, VIII, IX
- Excursion a Zermatt (Suisse). Cinq champignons nouveaux, Bulletin 1889, vol. V-1, s. 164
- Excursions à Chamonix Eté et Automne de 1898, Bulletin 1899, vol. XV, s. 73–78
- Une nouvelle espèce de „Ganoderma, Bulletin 1901, vol. XVI-2, s. 180
- Photographie des Champignons – Procédé par la décoloration et la teinture, Bulletin 1902, vol. XVIII, s. 27
- Champignons des îles Baléares, Bulletin 1904, vol. XX[1].